# سیارک ۲۶۶۹۶
سیارک ۲۶۶۹۶ (به انگلیسی: 26696 Gechenzhang، نامگذاری:2001FE112)۲۶۶۹۶مین سیارک کشف شده‌است که در ۱۸ مارس ۲۰۰۱ کشف شد.